# 哈米特酸度函数
哈米特酸度函数 (H0) 是一种用于衡量高浓度酸酸性的指标，包括超强酸。它是由物理有机化学家路易斯·普拉克·哈米特（Louis Plack Hammett）建议使用的 ，这也是最著名的酸度函数 ，它对于超出pH值范围的情况是很有用的。
在这样高浓度的酸性体系中，由于变化的活度系数，类似于Henderson-Hasselbalch方程的简单近似不再有效。哈米特酸度函数使用领域很广，例如物理有机化学中研究酸催化反应，因为其中一些反应所用的酸浓度很高，甚至是纯的。

## 定义
哈米特酸度函数(H0)，可以在高浓度的酸中代替pH使用。它使用类似于亨德森－哈塞尔巴尔赫方程的一个公式：
{\displaystyle H_{0}={\mbox{p}}K_{BH^{+}}+\log {\frac {[B]}{[BH^{+}]}}}
其中pKBH+是BH+的电离常数的负对数，它是一个非常弱的碱（B）的共轭酸，有一个非常负的pKBH+值。通过这种方式H0的值可以扩充到负值。哈米特最初使用一系列含有吸电子基团的苯胺衍生物作为碱的标准。
哈米特同时提出了这个公式的等价形式：
{\displaystyle H_{0}=-\log \left(a_{H^{+}}{\frac {\gamma _{B}}{\gamma _{BH^{+}}}}\right)}
其中a是活度，γ是热力学的活度系数。

## 典型值
在这个标度下，纯 H2SO4 (18.4 M) 的H0 值是−12，而焦硫酸 的 H0 ~ −15。 请注意，哈米特酸度函数明显避免了其等式中的水。它是pH标度的推广—在稀的水溶液中（当B 是H2O），pH几乎等于H0。通过使用不依赖于溶剂的酸度定量测量方法，消除了流平效应的影响，并且可以直接比较不同物质的酸度（例如使用 pKa，在水中HF弱于HCl或H2SO4，但是在冰醋酸中比盐酸强）
一些浓酸的H0:
- 氟锑酸 (1990): -31.3
- 魔酸 (1974): −19.2
- 碳硼烷酸: ≤ −18.0
- 氟磺酸 (1944): −15.1
- 氟化氢: −15.1
- 三氟甲磺酸 (1940): −14.1
- 高氯酸: −13
- 氯磺酸 (1978): −12.78[11]
- 硫酸: −12.0

对于混合物（e.g. 略為以水稀釋的酸），哈米特酸度函数與混合物的組成有關，並且必須由實驗決定。許多酸其 H0 對 莫耳分率 的圖可以在文獻中找到。